# Eulithis diversilineata
Eulithis diversilineata är en fjärilsart som beskrevs av Jacob Hübner 1812. Eulithis diversilineata ingår i släktet Eulithis och familjen mätare. Inga underarter finns listade i Catalogue of Life.

## Bildgalleri

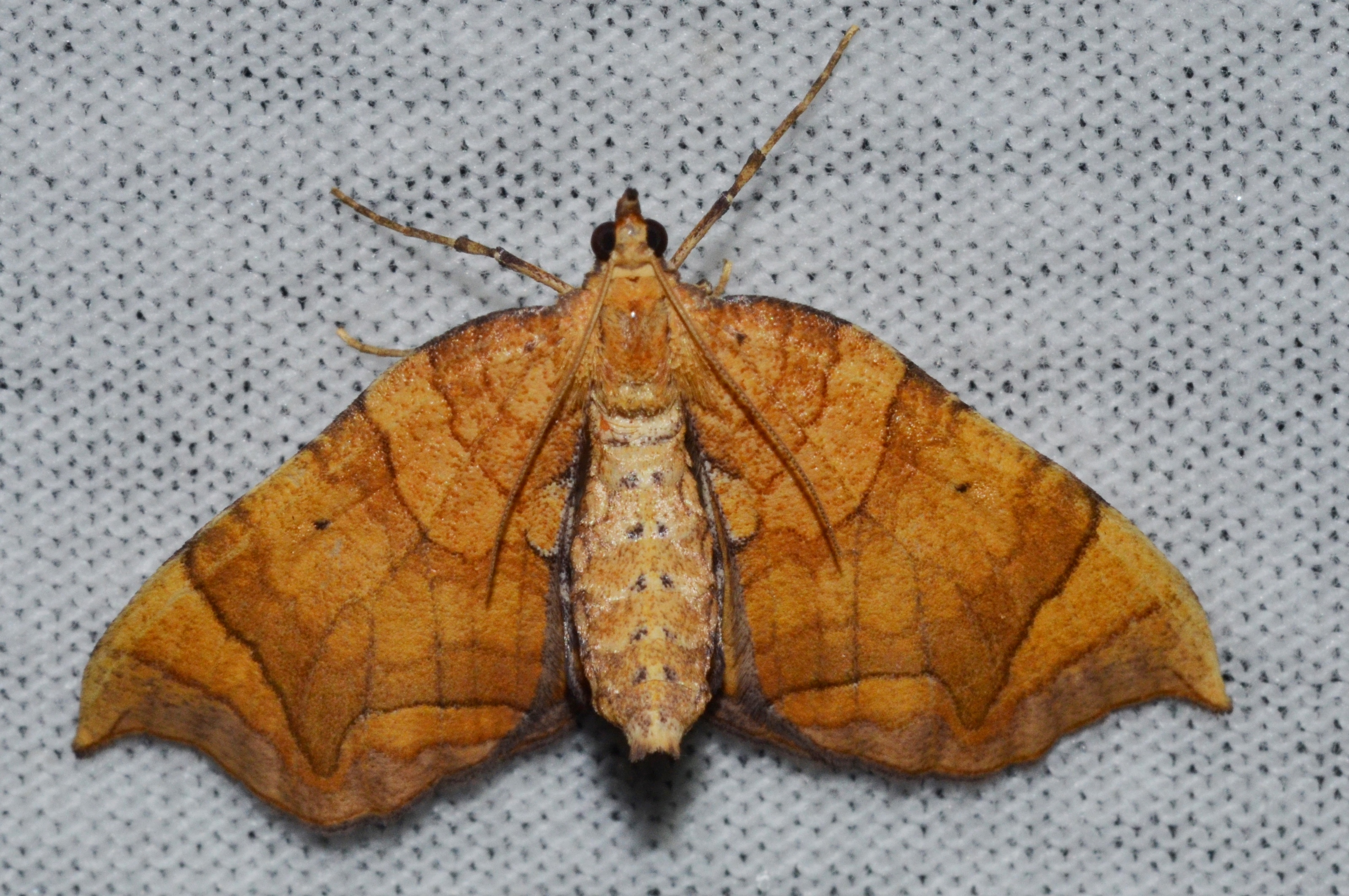